# Dictyna felis
Dictyna felis är en spindelart som beskrevs av Friedrich Wilhelm Bösenberg och Embrik Strand 1906. Dictyna felis ingår i släktet Dictyna och familjen kardarspindlar. Inga underarter finns listade i Catalogue of Life.